# Karel Matheussen
Karel Matheussen  (Oevel, 3 mei 1928 - Antwerpen, 3 juli 2016) was een Belgische kanunnik aan het Onze-Lieve-Vrouwkapittel te Antwerpen.

## Biografie
Karel Matheussen was de oudste zoon van een koster en diens echtgenote, uit een kroostrijk gezin met acht kinderen. De ouders hadden een muzikale aanleg en vader vervulde de rol van organist in de parochiekerk.
Toen Karel zes jaar was verhuisde de familie naar Geel, waar vader in de schaduw van de Sint-Dimpnakerk ging wonen, vermits hij er de functie van orgelist had bekomen.
Als jongeling, nauwelijks twaalf jaar, werd Karel geconfronteerd met het uitbreken van de Tweede Wereldoorlog. Tijdens dit conflict werd in 1940 het ouderlijke huis door een bombardement tot puin herleid. Dientengevolge werd het gezin dakloos, maar de familie vond een tijdelijke opvang in de zogenaamde ziekenkamers van het nabije kerkgebouw. In 1944 liep ook deze kerk ingevolge het oorlogsgeweld aanzienlijke schade op.

## Opleiding
Het einde van de oorlog opende voor Karel de poort tot de middelbare studiën in het Sint-Aloysiuscollege van zijn thuisstad. Ingevolge zijn intellectuele capaciteiten werd hij er primus perpetuus.
Nadien volgde hij Filosofie (Baccalaureus) en Klassieke talen (kandidatuur) in het Leo XIII-seminarie te Leuven.

## Functies
Op zondag, 12 april 1953 (beloken Pasen) werd Karel Matheussen priester gewijd en minder dan twee weken later, op donderdag 23 april, werd hij onderpastoor in de Sint-Leonarduskerk te Sint-Lenaarts. Samen met pastoor Edmond Van Nooten ontwikkelde hij daar een modelparochie. Hij bleef er tot dinsdag, 4 augustus 1964: de dag waarop hij aangesteld werd als godsdienstleraar aan het Kardinaal van Roey-instituut te Vorselaar. Hier gaf hij les tot 16 juli 1966.
Naderhand, met ingang van 26 september 1972, werd hij rector aan de onderwijsinrichting Heilig Graf te Turnhout: een taak die hij uitoefende tot 12 juni 1978.
Kort nadien, op woensdag, 16 augustus 1978, werd hij gedurende meer dan 20 jaren (tot 31 december 1998) aangesteld als kanunnik bij het Onze-Lieve-Vrouwkapittel te Antwerpen.
In tussentijd werd hij gelast met verscheidene andere verantwoordelijkheden:
- van 12 juni 1978 tot 1 oktober 1979: adjunct van de vicaris-generaal bij het Vrij Onderwijs;
- van 1 oktober 1979 tot 1 oktober 1986: vicaris-generaal bij het Vrij Onderwijs;
- van 1 oktober 1986 tot 23 oktober 2013: rector van de Zwartzusters-Augustinessen (Zwartzustersstraat 25 te Antwerpen & Hoge Weg 8 te Berchem-Antwerpen);
- van 10 februari 1992 tot 31 december 1997: Bisschoppelijk Vicaris van de Religieuzen.

Vanaf 1 januari 1999, toen Karel Matheussen ruim 70 jaar was geworden, werd hij erekanunnik en erevicaris.
In weerwil van zijn gevorderde leeftijd bleef hij na zijn opruststelling nog steeds een naarstige secretaris van de bisschopsraad.
Tot enkele dagen voor zijn dood, verzorgde hij nog dagelijks 's ochtends de eredienst in de kapel van de Zwartzusters te Berchem.

## Onderscheiding
Op 29 april 1999 benoemde Koning Albert II Karel Matheussen tot Officier in de Kroonorde, met rangneming op 8 april (geboortedag van koning Albert I).

## Overlijden en begrafenis
Enkele jaren voor zijn dood verliet Karel Matheussen zijn woonst in het oude Antwerpse stadscentrum. Hij nam zijn intrek in het woon- & zorgcentrum voor geestelijken Sint-Camillus. Daar overleed hij onverwacht op zondag 3 juli 2016.

Hij werd op woensdag 13 juli 2016 ter aarde besteld te Geel, de stad van zijn jeugd, op de begraafplaats Eikevelden.
Bisschop Johan Bonny leidde in de Sint-Amandskerk aldaar de uitvaartdienst.